# Smart Game Format
Smart Game Format (SGF) — формат файлу для збереження записів настільних ігор, серед яких:
- Ґо
- Рендзю
- Lines of Action[en]
- Нарди
- Гекс
- Game of the Amazons[en]
- Octi
- Ґесс[en]

SGF — текстовий файл, що не містить двійкових даних, тому його легко послати в електронному листі, розмістити на форумі або новинній конференції. Деревоподібна структура дозволяє легко перемикатися між варіантами розвитку гри.

## Обмеження
- Метадані: SGF може містити лише певну, обмежену кількість метаданих.